# Fossae di 152830 Dinkinesh
Segue una lista delle fossae presenti sulla superficie di 152830 Dinkinesh. La nomenclatura di 152830 Dinkinesh è regolata dall'Unione Astronomica Internazionale; la lista contiene solo formazioni esogeologiche ufficialmente riconosciute da tale istituzione.
Le fossae di Dinkinesh portano nomi associati agli aggettivi bella, meravigliosa, magnifica e simili espressa nei vari linguaggi dell'umanità, declinati al femminile in considerazione del nome attribuito al corpo celeste.
Sono tutte state identificate durante il sorvolo ravvicinato della sonda Lucy, l'unica ad avere finora raggiunto Dinkinesh.

## Prospetto
| Fossa       | Eponimo                                                        | Latitudine | Longitudine | Diametro |
| ----------- | -------------------------------------------------------------- | ---------- | ----------- | -------- |
| Indah Fossa | Indah - Parola in indonesiano per l'aggettivo "bella".         | 8,52° S    | 4,31° E     | 0,49 km  |
| Sumak Fossa | Sumak - Parola in quechua equadoregno per l'aggettivo "bella". | 0° N       | 354° E      | 1,07 km  |